# Creaturas
Ne doit pas être confondu avec Creatura.
Pour plus de détails, voir Fiche technique et Distribution.
Creaturas (Mantícora) est un film espagnol réalisé par Carlos Vermut, sorti en 2022.

## Fiche technique
Sauf indication contraire, les informations mentionnées dans cette section peuvent être confirmées par la base de données cinématographiques IMDb,  présente dans la section « Liens externes ».
- Titre original : Mantícora
- Titre français : Creaturas
- Réalisation et scénario : Carlos Vermut
- Direction artistique : Laia Ateca
- Décors : Verónica Díez
- Costumes : Vinyet Escobar
- Photographie : Alana Mejía González
- Montage : Emma Tusell
- Musique : Damián Schwartz
- Société de distribution : Art House Films (France)
- Pays de production :  Espagne
- Format : couleur — 1,85:1
- Genre : drame
- Durée : 115 minutes
- Dates de sortie :
  - Espagne : 9 décembre 2022
  - France : 27 mars 2023 (Reflets du cinéma ibérique et latino-américain de Villeurbanne)[1] ; 31 juillet 2024 (sortie nationale)[2]

## Distribution
- Nacho Sánchez (es) : Julián, concepteur de jeux vidéo
- Zoe Stein : Diana
- Aitziber Garmendia (es) : Sandra
- Álvaro Sanz Rodríguez : Cristian
- Xabi Tolosa (es) : un concepteur de jeux vidéo

## Distinctions

### Récompenses
- Feroz 2023 : meilleur acteur pour Nacho Sánchez et meilleure affiche
- Festival du film espagnol Cinespaña de Toulouse 2023 : Violette d'or du meilleur film, prix de la meilleure interprétation masculine pour Nacho Sánchez et prix de la meilleure photographie pour Alana Mejía González[3]

### Nominations
- Prix Gaudí 2023 : meilleur film en langue non-catalane, meilleure révélation pour Zoe Stein, meilleure photographie, meilleurs costumes
- Feroz 2023 : meilleure bande annonce
- Goyas 2023 : meilleur réalisateur, meilleur acteur pour Nacho Sánchez, meilleur espoir féminin pour Zoe Stein et meilleur scénario original

### Sélections
- Festival international du film de Toronto 2022 : sélection en section Contemporary World Cinema
- Festival international du film fantastique de Catalogne 2022 : sélection hors compétition
- Festival Les Reflets du cinéma ibérique et latino-américain de Villeurbanne 2023 : avant-première[1]